# Ioan Hadnagy
Ioan Hadnagy (n. 20 ianuarie 1936, Morăreni, Mureș -- d. ) a fost un demnitar comunist român de origine maghiară.

## Studii
- Școala profesională mixtă Odorhei, specialitatea tâmplărie (1950–1953);
- Cursul U.T.M. de un an de la Școala Superioară de Partid „Ștefan Gheorghiu“ (sept. 1960–1961);
- Liceul (1966);
- Facultatea de Filozofie, Academia de Științe Social - Politice „Ștefan Gheorghiu“ (iul. 1971);
- doctoratul la Academia de Științe Social-Politice „Ștefan Gheorghiu“.